# Trevor Jones
Trevor Jones (ur. 23 marca 1949) – brytyjski kompozytor, twórca muzyki filmowej. Autor ścieżki dźwiękowej do blisko 90 filmów, seriali oraz projektów filmowych i telewizyjnych.

## Życiorys
Urodził się w Kapsztadzie (RPA) w rodzinie związanej z przemysłem filmowym. Od dziecka fascynowało go kino, co prawdopodobnie miało zasadniczy wpływ na jego późniejszą twórczość. W wieku 17 lat wyjechał do Anglii, gdzie podjął studia w Królewskiej Akademii Muzycznej w Londynie, następnie studiował na Uniwersytecie w Yorku (1975-77). Po jego ukończeniu przez kolejne trzy lata (1978-80) studiował technikę dźwiękowa i filmową w National Film and Television School (od 1999 jest rektorem tej uczelni). Po studiach pozostał w Wielkiej Brytanii, która stwarzała dla niego o wiele większe możliwości w dziedzinie przemysłu filmowego, i rozpoczął współpracę z BBC (1970-75). W tym czasie uzyskał brytyjskie obywatelstwo. Początkowo pisał muzykę do filmów niskobudżetowych i krótkometrażowych. Zwrotem w jego karierze był głośny film Excalibur, do którego muzykę napisał na prośbę reżysera Johna Boormana. Następnym jego działem była ilustracja muzyczna do filmu Jima Hensona Ciemny kryształ, która obecnie uważana jest za jedną z najlepszych partytur w dorobku kompozytora. Jako uznanemu twórcy muzyki filmowej powierzano mu tworzenie muzyki do tak głośnych filmów jak Uciekający pociąg, Harry Angel, Missisipi w ogniu, Arachnofobia. Jego najgłośniejszym jak dotąd osiągnięciem w dziedzinie muzyki filmowej jest ścieżka dźwiękowa do filmu Ostatni Mohikanin z 1992 roku, którą napisał razem z Randy Edelmanem i zespołem Clannad. W 2005 roku uzyskał doktorat honoris causa Uniwersytetu Western Cape w Kapsztadzie.

## Wybrana filmografia
- 1979: Black Angel
- 1981: Excalibur
- 1982: Nadawca
- 1982: Ciemny kryształ
- 1983: Dni chwały
- 1983: Dzikie wyspy
- 1985: Uciekający pociąg
- 1986: Labirynt
- 1987: Harry Angel
- 1988: Missisipi w ogniu
- 1990: Arachnofobia
- 1992: Ostatni Mohikanin
- 1993: Pociąg śmierci
- 1993: Na krawędzi
- 1995: Ryszard III
- 1996: Podróże Guliwera
- 1996: Orkiestra
- 1997: G.I. Jane
- 1998: Merlin
- 1999: Notting Hill
- 2000: Najdłuższy bieg
- 2000: Trzynaście dni
- 2001: Droga do wolności
- 2001: Z piekła rodem
- 2002: Crossroads – Dogonić marzenia
- 2003: Liga niezwykłych dżentelmenów
- 2004: Ja, robot
- 2004: W 80 dni dookoła świata
- 2005: Teoria chaosu
- 2005: Bôkoku no îjisu
- 2006: Uczeń Merlina
- 2008: Three and Out

## Nagrody
- Złoty Glob (2 nominacje )
- BAFTA (3 nominacje)
- Emmy (1 nominacja)